# Святослав Ярославич (князь тверський)
Святослав Ярославич (д/н — 1282/1285) — князь тверський у 1271—1282/1285 роках.

## Життєпис
Старший син Ярослава Ярославича, великого князя володимирського і князя тверського, та його другої дружини Ксенії, доньки новгородського боярина Юрія Михайловича. Про молоді роки обмаль відомостей. 1271 року після смерті батька успадкував Тверське князівство.
У 1272—1277 роках брав участь в боротьбі за Новгородське князівство на боці стрийка — князя Василя Ярославича Костромського проти стриєчного брата — князя Дмитра Олександровича Переяславського. Атакував новгородські містечка Волок Ламский, Бєжиці і Вологду.
1277 року після смерті Василя Ярославича підтримував новгородців у протистоянні Дмитру Олександровичу. 1281 року землі тверського князівства зазнали напади золотоординців, яких привів Андрій Олександрович. 1282 року сам Святослав Ярославич здійснив напад на місто Дмитров в 1282 році. Про подальшу долю нічого невідомо. Помер до 1285 року. Йому спадкував брат Михайло Ярославич.

## Будівництво
Наприкінці життя Святослава Ярославича було закладено кам'яний Спасо-Преображенський собор у Твері, що став першим таким у Північносхідній Русі. Його було завершено 1285 року.